# بيل كين (كاتب مسرحي)
بيل كين (بالإنجليزية: Bill Cain)‏ هو كاتب مسرحي أمريكي، ولد في 1947.

## وصلات خارجية
- بيل كين على موقع قاعدة بيانات برودواي على الإنترنت (الإنجليزية)